# Eerste divisie (mannenhandbal) 1987/88
De eerste divisie is de op een na hoogste afdeling van het Nederlandse handbal bij de heren op landelijk niveau. In het seizoen 1987/1988 werden Hercules H en UDSV kampioen en promoveerden naar de eredivisie. Dalfsen, Members Only/De Blinkert, EMM en Meteoor degradeerden naar de tweede divisie.
Door de fusie tussen HV BEVO en HV Heldia werd het team van Fandom/Bevo vervangen door BHC.

## Opzet
- De kampioen promoveert rechtstreeks naar de eredivisie (mits er niet al een hogere ploeg van dezelfde vereniging in de eredivisie speelt).
- De twee ploegen die als laatste eindigen, degraderen rechtstreeks naar de tweede divisie.

## Eerste divisie A

### Teams
| Ploeg                    | Plaats      | Provincie     |
| ------------------------ | ----------- | ------------- |
| Aalsmeer 2               | Aalsmeer    | Noord-Holland |
| AHC '31                  | Amsterdam   | Noord-Holland |
| Members Only/De Blinkert | Haarlem     | Noord-Holland |
| CSV                      | Castricum   | Noord-Holland |
| Dalfsen                  | Dalfsen     | Overijssel    |
| ESCA                     | Arnhem      | Gelderland    |
| Hellas '57               | Leeuwarden  | Friesland     |
| Hercules H               | Hengelo     | Overijssel    |
| Olympia H                | Hengelo     | Overijssel    |
| OAD/OSC                  | Slotervaart | Noord-Holland |
| Sparta '75               | Groningen   | Groningen     |
| Volendam                 | Volendam    | Noord-Holland |

### Stand
| Pos | Club                     | Wed | Ptn | Opmerking                         |
| --- | ------------------------ | --- | --- | --------------------------------- |
| 1   | Hercules H               | 22  | 35  | Promoveert naar de eredivisie     |
| 2   | Sparta '75               | 22  | 32  |                                   |
| 3   | Olympia H                | 22  | 29  |                                   |
| 4   | ESCA                     | 22  | 29  |                                   |
| 5   | Aalsmeer 2               | 22  | 27  |                                   |
| 6   | OAD/OSC                  | 22  | 25  |                                   |
| 7   | Volendam                 | 22  | 22  |                                   |
| 8   | CSV                      | 22  | 20  |                                   |
| 9   | Hellas '57               | 22  | 20  |                                   |
| 10  | AHC '31                  | 22  | 13  |                                   |
| 11  | Dalfsen                  | 22  | 8   | Degradeert naar de Tweede divisie |
| 12  | Members Only/De Blinkert | 22  | 4   | Degradeert naar de Tweede divisie |

## Eerste divisie B

### Teams
| Ploeg         | Plaats     | Provincie     |
| ------------- | ---------- | ------------- |
| BHC           | Panningen  | Limburg       |
| EDH           | Delft      | Zuid-Holland  |
| EMM           | Middelburg | Zeeland       |
| De Gazellen   | Doetinchem | Gelderland    |
| Meteoor       | Eindhoven  | Noord-Brabant |
| Pius X        | Eindhoven  | Noord-Brabant |
| Quintus       | Kwintsheul | Zuid-Holland  |
| Bat/Seijst    | Zeist      | Utrecht       |
| Sittardia 2   | Sittard    | Limburg       |
| Holblox/Swift | Roermond   | Limburg       |
| Tongelre      | Eindhoven  | Noord-Brabant |
| UDSV          | Zuilen     | Utrecht       |

### Stand
| Pos | Club          | Wed | Ptn | Opmerking                         |
| --- | ------------- | --- | --- | --------------------------------- |
| 1   | UDSV          | 22  | 37  | Promoveert naar de eredivisie     |
| 2   | BHC           | 22  | 37  |                                   |
| 3   | Pius X        | 22  | 30  |                                   |
| 4   | EDH           | 22  | 25  |                                   |
| 5   | Quintus       | 22  | 24  |                                   |
| 6   | De Gazellen   | 22  | 22  |                                   |
| 7   | Tongelre      | 22  | 21  |                                   |
| 8   | Sittardia 2   | 22  | 18  |                                   |
| 9   | Bat/Seijst    | 22  | 17  |                                   |
| 10  | Holblox/Swift | 22  | 16  |                                   |
| 11  | EMM           | 22  | 16  | Degradeert naar de Tweede divisie |
| 12  | Meteoor       | 22  | 1   | Degradeert naar de Tweede divisie |